# Saciova
Saciova (ungarisch Szacsva, deutsch veraltet Szatsva) ist ein Dorf in der Gemeinde Reci im Kreis Covasna  in der Region Siebenbürgen in Rumänien.

## Lage
Saciova liegt 15 km südwestlich von Sfântu Gheorghe und 6 km von Reci.

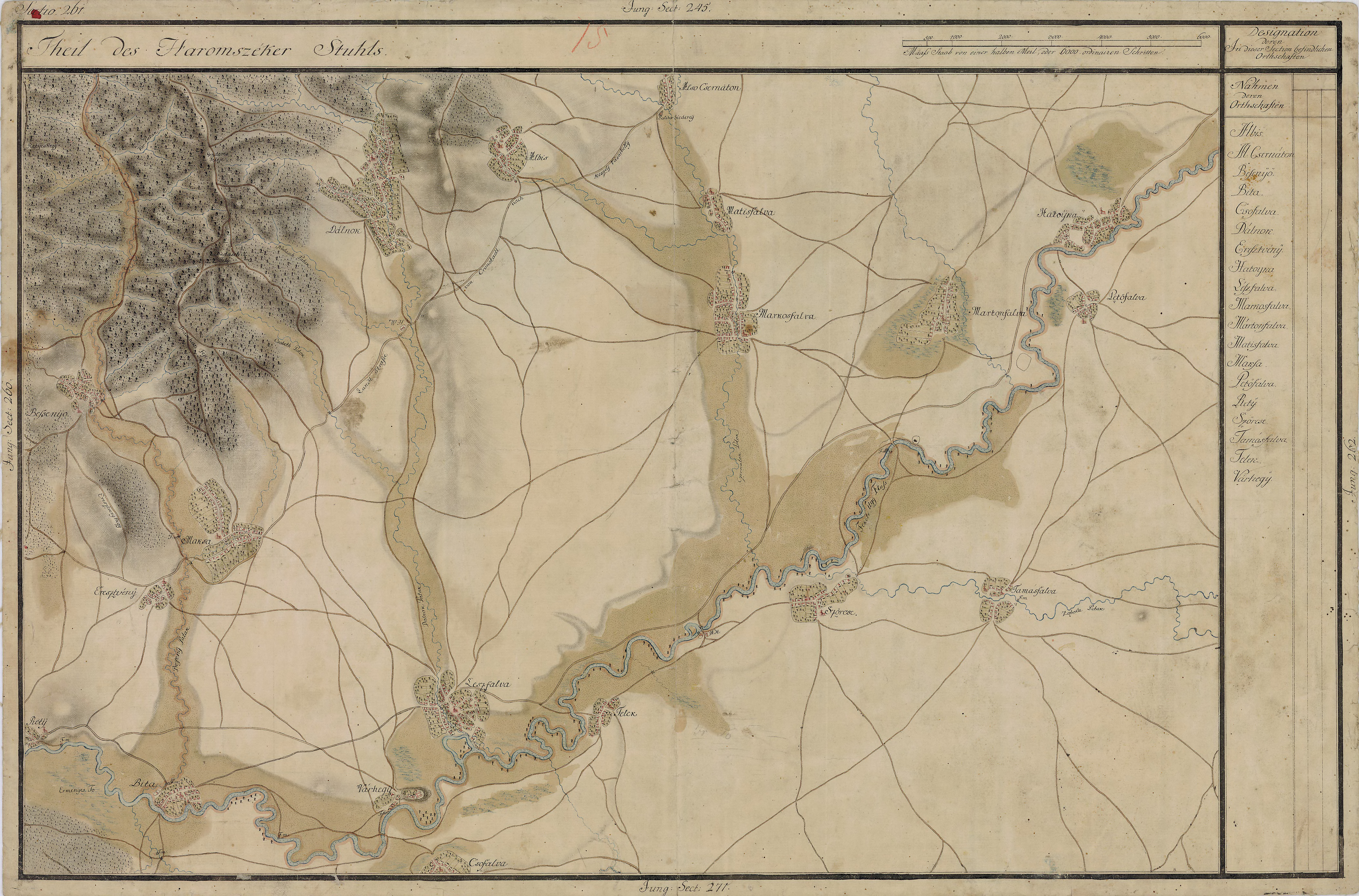
Josephinische Landaufmnahme von Saciova (als Szatsva) (Mitte links)

## Geschichte
Auf einem Gipfel der rechten Bergkette im Tal von Saciova befindet sich eine Burg, von der einige Reste noch erhalten sind. Die Burg wurde im 13. Jahrhundert erbaut und war wahrscheinlich Teil der Grenzmauer der Grenze vom Königreich Ungarn zum Königreich Rumänien.
Im 18. Jahrhundert wurde die mittelalterliche Kirche zerstört und die reformierte Kirche errichtet. Die Kassettendecke dieser, wurde 1791 erbaut.
Anfangs gehörte Saciova zum Komitat Oderhellen. Durch den Friedensvertrag von Trianon gehörte das Dorf dann zum Komitat Háromszék.

## Bevölkerung
1910 lebten 302 Menschen in Saciova, davon 282 Ungarn, 19 Rumänen und 1 Deutscher. 2011 wurden 133 Einwohner gezählt davon 130 Magyaren und 3 Rumänen.

## Sehenswürdigkeiten
- Reformierte Kirche aus dem 18. Jahrhundert

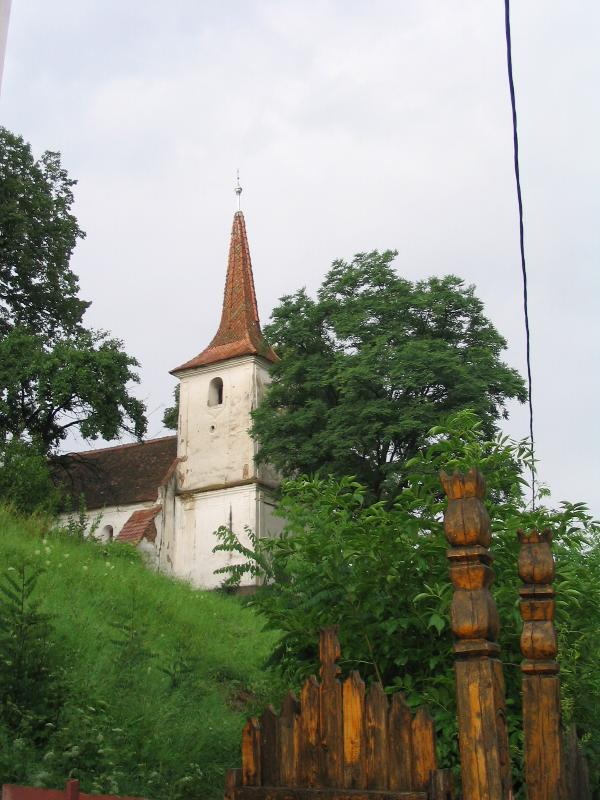
Reformierte Kirche in Saciova
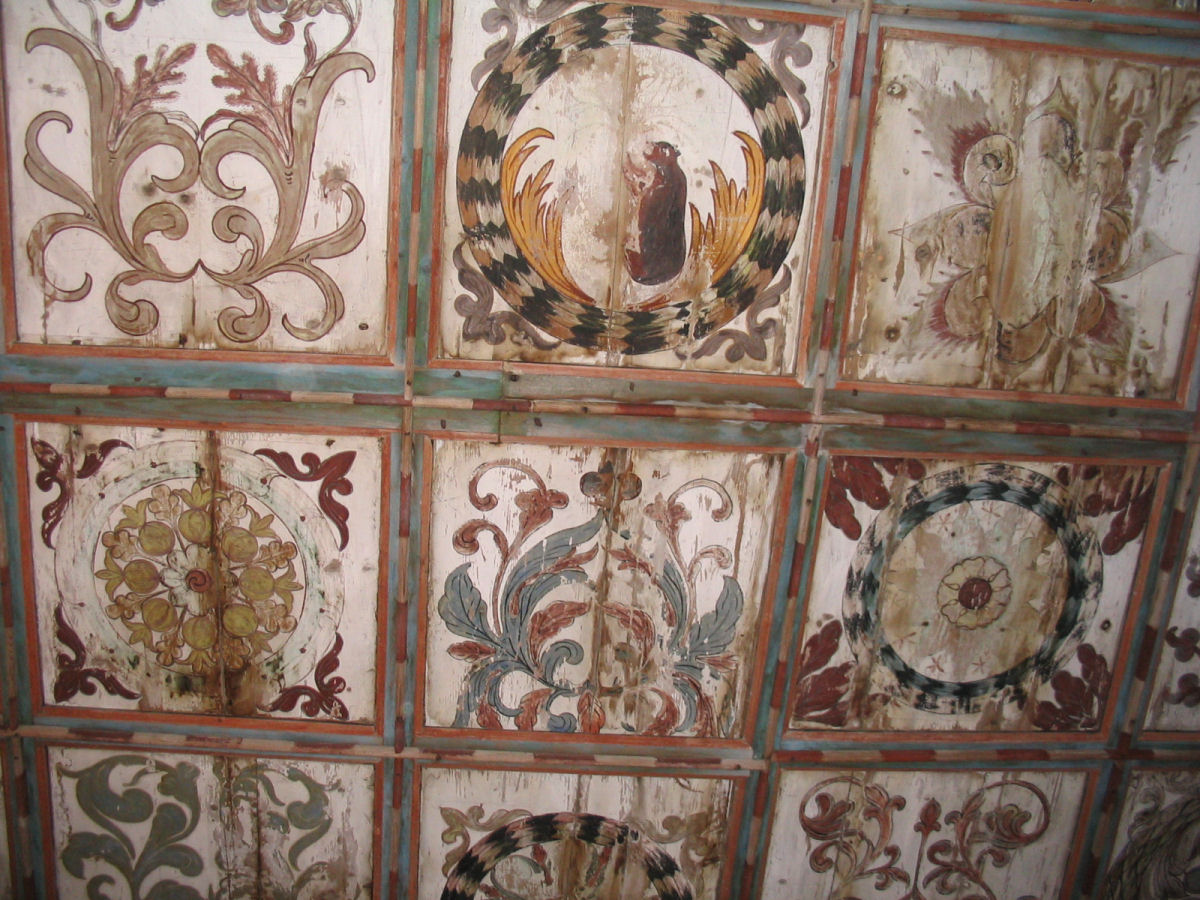
Die Kassettendecke seit 1791 der reformierten Kirche
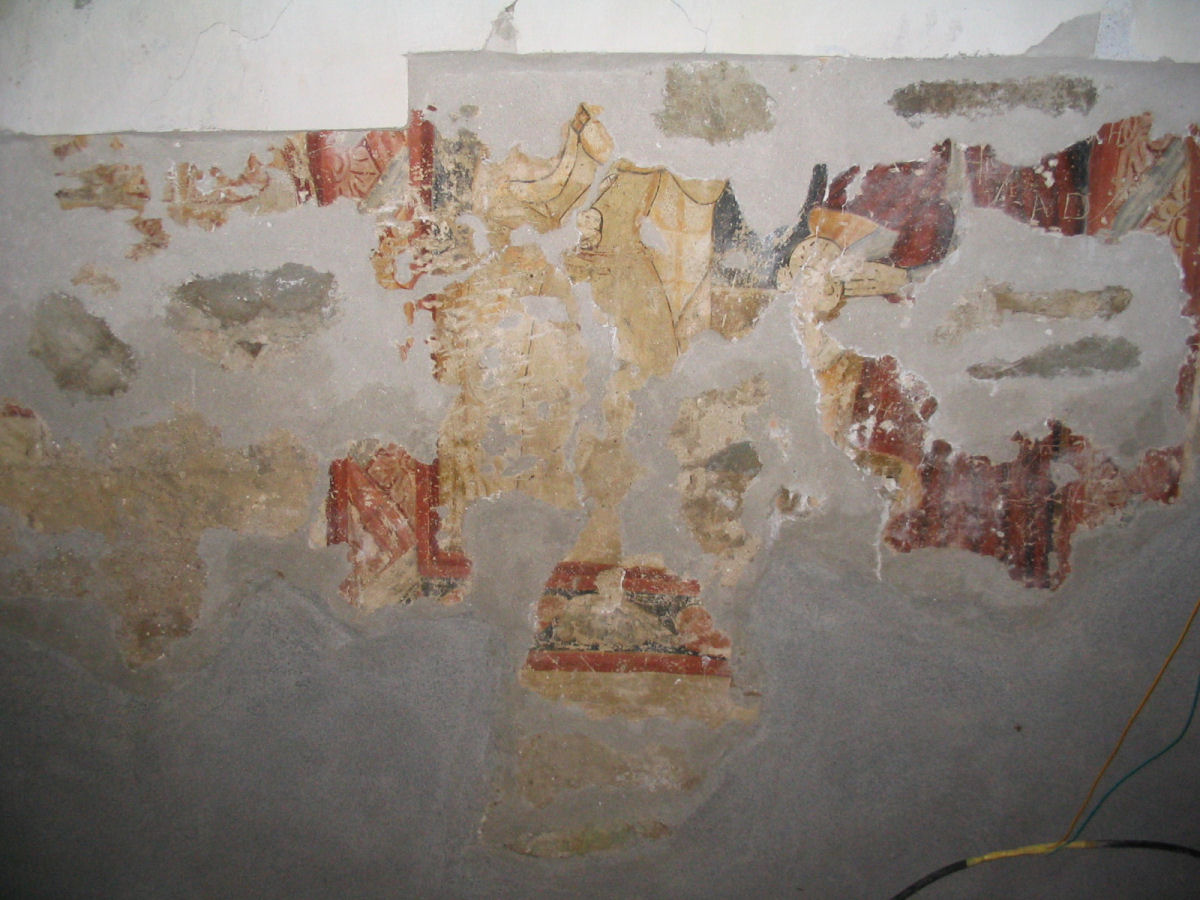
Fresko der Heiligen Elisabeth in der reformierten Kirche
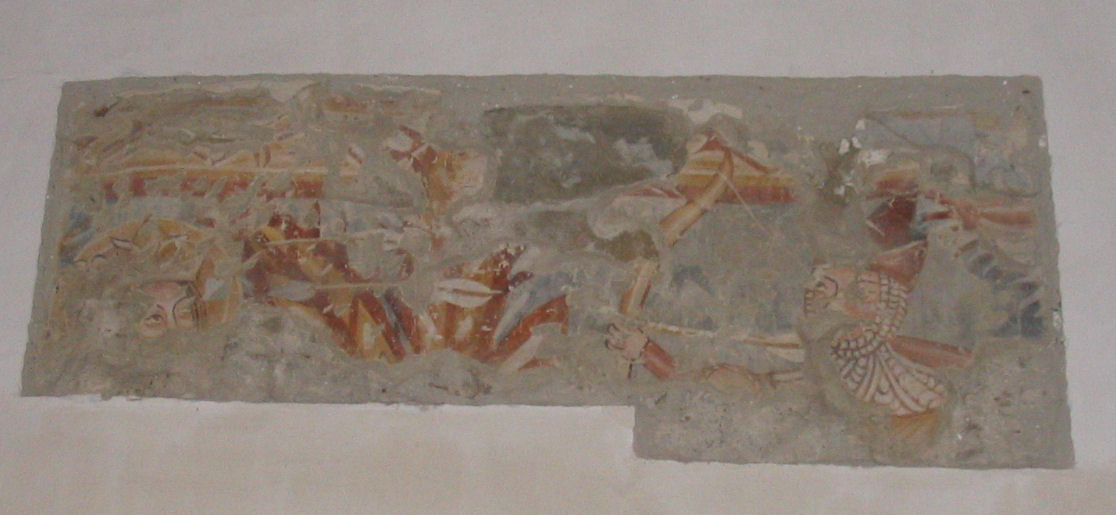
Fresko der Legende von Szent László an der Nordwand der reformierten Kirche.

## Persönlichkeiten
- Teile der Familie Saciova (ungarisch Szacsvai család) wurde in Saciova geboren